# Kira Kelly
Kira Kelly (* 20. Jahrhundert) ist eine US-amerikanische Kamerafrau, die zweimal für einen Emmy-Award nominiert und als erste Schwarze Frau in die American Society of Cinematographers aufgenommen wurde.

## Leben und Karriere
Kira Kelly sah eigenen Angaben zufolge schon als Kind häufig Filme. In der Schule belegte sie einen Fotografiekurs und dachte daran, eine Ausbildung an einer Filmschule zu absolvieren. Sie studierte dann mit einem Stipendium das Fach Film mit dem Schwerpunkt Filmtheorie an der Northwestern University in Illinois. Während ihres Studiums fiel ihre Entscheidung, Kamerafrau zu werden. Anschließend zog sie nach New York, wo sie begann, bei Aufnahmen von nicht kommerziellen Musikvideos für die Beleuchtung zu arbeiten. Langsam baute sie ihre Karriere mit unterschiedlichen Arbeiten beim Set auf, bis sie 2009 zur Kamerafrau bei Local 600 in Los Angeles avancierte. Unter anderem übernahm sie Aufträge für Werbevideos von Amazon, Google, American Express, Nike und L’Oréal. Sie war nach eigenen Angaben häufig die einzige Frau oder auch die einzige Person of Color in einer Filmcrew.
Von 2013 bis 2016 stand sie bei der amerikanischen Serie East Los High hinter der Kamera. 2017 wurde Der 13., ein von ihr und Hans Charles gefilmter und unter der Regie von Ava DuVernay entstandener Dokumentarfilm, für den Oscar des besten Dokumentarfilms nominiert. In diesem Jahr kam sie auf die Liste der „Rising Stars of Cinematography“ der American Society of Cinematographers sowie in Varietys „10 Cinematographers to Watch“. Sie arbeitete anschließend ein zweites Mal mit Ava DuVernay für die zweite Staffel von Queen Sugar zusammen, eine von Oprah Winfrey produzierte Serie des Oprah Winfrey Networks.
2020 wurde sie die erste Schwarze Kamerafrau, die eine Einladung der American Society of Cinematographers erhielt und Mitglied der Vereinigung wurde. Vorher war sie für zwei Emmy-Awards nominiert worden. Für ihre Kameraführung in dem Film Rez Ball wurde sie 2025 für den Black Reel Award nominiert.
Elena Rossini charakterisierte Kira Kellys Arbeitsstil mit der Kamera als „powerful visual“ (kraftvoll, visuell) und sofort ins Auge fallend. Nach eigenen Angaben fühlt Kelly sich von der Ästhetik der japanischen Fotografin Rinko Kawauchi beeinflusst. Über ihre Arbeit hinter der Kamera sagte sie, sie bestehe darin, „to visually translate the director’s vision for a specific world“ (die Vision des Regisseurs für eine bestimmte Welt visuell umzusetzen).
Sie lebt mit ihrem Ehemann und ihrer Tochter in Los Angeles.

## Filmografie
- 2013–2016: East Los High (Fernsehserie) (alle Episoden)
- 2016–2022: Queen Sugar (Fernsehserie) (zweite Staffel)
- 2016: Der 13. (Dokumentarfilm, mit Hans Charles)
- 2020: Insecure (Fernsehserie)
- 2021:  The Last Man (Fernsehserie, drei Episoden)
- 2023–2024: Echo (Fernsehserie, vier Episoden)
- 2025: Rez Ball (Spielfilm)

## Auszeichnungen
- 2017: nominiert für den Oscar des besten Dokumentarfilms für Der 13.
- 2017: nominiert für den Emmy-Award für Der 13.
- 2020: nominiert für den Emmy-Award für Insecure
- 2024: nominiert für den Black Reel Award für Rez Ball[8]